# Pseudodiamesa sunabacedea
Pseudodiamesa sunabacedea är en tvåvingeart som beskrevs av Tanaka och Sasa 2001. Pseudodiamesa sunabacedea ingår i släktet Pseudodiamesa och familjen fjädermyggor. Inga underarter finns listade i Catalogue of Life.